# Armikrog
Armikrog (zapis stylizowany „Armikrog.”) – przygodowa gra komputerowa gatunku wskaż i kliknij. Wydana 30 września 2015 roku przez Pencil Test Studios oraz Versus Evil.
Gra została wykonana w technice poklatkowej, przy wykorzystaniu plasteliny oraz innych materiałów (np. metalowych rurek, naturalnego mchu). Data wydania gry była wielokrotnie przesuwana. Początkowo gra miała być wydana w czerwcu 2015 roku, lecz data uległa zmianie. Gra jest sukcesorem The Neverhood.

## Rozgrywka
Akcja gry dzieje się na równinach plastelinowej planety Sipro-5. Gracz wciela się w rolę niezbyt mądrego astronauty – Tommynauta, któremu towarzyszy pies Beak-Beak.
Cała fabuła rozgrywa się w tytułowej twierdzy Armikrog. Podczas rozgrywki świat gry jest widziany z boku. Aby przemieszczać się pomiędzy piętrami gracz używa ośmiornic-wind. Odpowiednikiem dyskietek z The Neverhood są opowieści ośmiornic, o tym co się działo w Armikrogu. Fabułę można poznać również czytając ścianę w wieży ojca.
Podobnie jak w The Neverhood nie da się ukończyć gry bez chociaż jednej dyskietki, tak i w Armikrogu niemożliwe jest to bez obejrzenia chociaż jednej opowieści (ilustrowane neonowymi konturami na galaktycznym tle opowiadane w niezrozumiałym języku). W niektórych pomieszczeniach możemy znaleźć duch ojca-założyciela, który pomoże nam rozwikłać zagadki napotykane podczas rozgrywki. Pod koniec gry gracz może zmienić język ośmiornic na angielski. Podczas tej czynności dowiadujemy się, że każda z nich ma przypisany sobie znak oraz cnotę, którymi są: oddanie, rodzina, nadzieja, honor.

## Fabuła
Na planecie Ixen zaczyna brakować energii. Gdy cała się wyczerpie planetę czeka zagłada. Ratunkiem mogą być wysokoenergetyczne kryształy P-tonium, które znajdują się na planecie Sipro-5. Jedyną nadzieją są astronauci Vognaut, Numnaut i Tommynaut. Niestety dwóch z nich ginie – pozostaje tylko Tommynaut ze swym psem Beak-Beak, który postanawia wyruszyć na Sipro-5.

## Ścieżka dźwiękowa
Muzykę z gry stworzył Terry Taylor, znany również ze ścieżki dźwiękowej z gry The Neverhood. Większość z piosenek nie posiada konkretnych słów – są niezrozumiałe. Jedynym wyjątkiem jest piosenka, w której autor śpiewa piosenkę o Kickstarterze oraz osobach które finansowo wspomogły grę.